# Antonius Lambertus Maria Hurkmans
Antonius Lambertus Maria Hurkmans (Someren, 3 agosto 1944) è un vescovo cattolico olandese.

## Biografia
Antoon (Antonius) Hurkmans cresce in una famiglia contadina con nove figli. Si diploma in una scuola agraria, e apre ad Echt la sua drogheria. Durante questo periodo percepisce la sua vocazione, vende la drogheria e inizia agli studi al Collegio per le vocazioni tardive di Warnsveld.
Nel 1966 inizia la scuola latina a Gemert e dal 1969 trascorre un periodo presso l'Abbazia di Grimbergen, vicino a Bruxelles.
Nel 1972 esce dal convento e studia teologia alla facoltà teologica di Tilburg, dove nel 1978 riceve la laurea.
Il 22 dicembre 1979 viene ordinato sacerdote dal vescovo Bluijssen nella cattedrale di San Giovanni a 's-Hertogenbosch.

## Incarichi pastorali
Dal 1980 al 1987 svolge il ministero sacerdotale a Waalwijk, prima come vicario cooperatore e poi come parroco. Nel 1987 viene nominato rettore del nuovo seminario diocesano Sint-Janscentrum.
Nel marzo 1988 viene chiamato a ricoprire anche gli uffici di vicario generale e di prevosto della cattedrale di 's-Hertogenbosch. Nel 1994, nel giorno del suo compleanno, come riconoscimento per il servizio prestato in seminario, viene nominato monsignore da papa Giovanni Paolo II.
Il 13 giugno 1998 viene eletto vescovo di 's-Hertogenbosch; riceve l'ordinazione episcopale il 29 agosto dello stesso anno dai vescovi ter Schure, Bluijssen, Muskens, Wiertz e Lescrauwaet.

## Stemma vescovile
La scelta dello stemma vescovile e del motto sono sempre molto indicativi delle priorità che un pastore dà al suo ministero. Al centro dello stemma sono rappresentati un covone di grano e un'aquila. Il covone ricorda il pane e quindi l'eucaristia. Ci sono sette spighe, per ricordare i sette pani della moltiplicazione dei pani, in cui Gesù offrì cibo in abbondanza a tutti, tanto che ne avanzò, così come la chiesa vuole continuare a fare (Mt 15,32-39, Mc 8,1-10). Il covone inoltre ricorda le origini contadine del vescovo. L'aquila, raffigurata al lato, è il simbolo di San Giovanni Evangelista, l'apostolo della Parola, e il patrono della diocesi, della cattedrale e del seminario diocesano. L'astuccio che l'aquila porta con il becco indica che San Giovanni ha scritto. È lo Spirito Santo che unisce in maniera speciale nella visione di questo vescovo il sacramento (covone) e la Parola (l'aquila). Il motto infatti recita: In virtute Spiritus Sancti, con la forza dello Spirito Santo.

## Incarichi straordinari
È presidente della commissione vescovile per la liturgia, la musica liturgica e l'arte sacra (BCLMK).
Si occupa di politica familiare e del matrimonio e collabora con l'editore Katholieke Bijbelstichting Archiviato il 23 dicembre 2016 in Internet Archive..

## Genealogia episcopale e successione apostolica
La genealogia episcopale è:
- Cardinale Scipione Rebiba
- Cardinale Giulio Antonio Santori
- Cardinale Girolamo Bernerio, O.P.
- Arcivescovo Galeazzo Sanvitale
- Cardinale Ludovico Ludovisi
- Cardinale Luigi Caetani
- Cardinale Ulderico Carpegna
- Cardinale Paluzzo Paluzzi Altieri degli Albertoni
- Papa Benedetto XIII
- Papa Benedetto XIV
- Papa Clemente XIII
- Cardinale Marcantonio Colonna
- Cardinale Giacinto Sigismondo Gerdil, B.
- Cardinale Giulio Maria della Somaglia
- Cardinale Carlo Odescalchi, S.I.
- Cardinale Costantino Patrizi Naro
- Cardinale Lucido Maria Parocchi
- Papa Pio X
- Papa Benedetto XV
- Papa Pio XII
- Cardinale Eugène Tisserant
- Papa Paolo VI
- Vescovo Joannes Baptist Matthijs Gijsen
- Vescovo Joannes Gerardus ter Schure, S.D.B.
- Vescovo Antonius Lambertus Maria Hurkmans

La successione apostolica è:
- Vescovo Johannes Wilhelmus Maria Liesen (2010)
- Vescovo Robertus Gerardus Leonia Maria Mutsaerts (2010)